# Stenopseustes sericinus
Stenopseustes sericinus är en skalbaggsart som beskrevs av Bates 1880. Stenopseustes sericinus ingår i släktet Stenopseustes och familjen långhorningar.
Artens utbredningsområde är Guatemala. Inga underarter finns listade i Catalogue of Life.